# Phyllanthus microcarpus
Phyllanthus microcarpus là một loài thực vật có hoa trong họ Diệp hạ châu. Loài này được (Benth.) Müll.Arg. miêu tả khoa học đầu tiên năm 1863.